# Мацкевой, Леонид Георгиевич
Леонид Георгиевич Мацкевой укр. Леонід Георгійович Мацкевий;  26 октября 1935, Горловка, Донецкая область - 30 мая 2019) — украинский и советский археолог, доктор исторических наук.

## Биография
Родился в семье инженеров. В 1945-1954 годах учился в киевских школах. В 1962 году с отличием окончил историко-философский факультет Киевского университета. 
Работал в Керченском историко-археологическом музее на должностях заведующего отделом, главного охранника и заместителя директора.
В 1967 году стал аспирантом сектора палеолита. Окончил аспирантуру Института археологии в Москве. Его кандидатская диссертация – «Мезолит и неолит Керченского полуострова» была защищена в 1970 году. Позже работал в Кубанском госуниверситете.
С 1973 года работал в Институте украиноведения им. И. Крипьякевича НАН Украины во Львове: занимал должности ведущего научного сотрудника, старшего научного сотрудника, заведующего сектором, заведующего отделом археологии.
В 1991 году защитил в Московском университете докторскую диссертацию по теме «Мезолит запада Украины».
С 1994 года — член Специализированного учёного совета по защите диссертаций, руководил работой аспирантов.
Автор и соавтор более 30 монографий, 582 научных, педагогических и научно-популярных работ, опубликованных в 23 странах.

## Участие в экспедициях
- 1958 г. – Крымская первоначальная экспедиция Института археологии АН УССР (начальник экспедиции – С. М. Бибиков). Раскопки в пещерах Фатьма-Коба и Кара-Коба в с. Передовое Балаклавский райсовет г. Севастополя и разведочные исследования в Крыму. Лаборант.
- 1959 - Крымская первоначальная экспедиция ИА АН УССР (начальник экспедиции - С. М. Бибиков). Раскопки в пещерах Фатьма-Коба и свесе Новый и разведочные обследования в окрестностях с. Передовое. Старший лаборант.
- 1960 - Степной отряд Крымской первоначальной экспедиции ИА АН УССР (начальник отряда - Ю. Г. Колосов). Раскопки поселения Фронтово ІІІ и шурфовка Фронтово І (с. Фронтово Ленинский р-н) и разведочные работы в Степном Крыму и на Керченском полуострове. Ст.лаборант.
- 1960 – Баклинский отряд Крымской экспедиции отдела археологии Крыма ИА АН УССР (начальник отряда – Е. В. Веймарн). Раскопки Баклинского могильника (с. Скалистое, Бахчисарайский р-н, Крымская обл.). Ст.лаборант.
- Котовано

## Избранные труды и публикации
- Мезолит запада Украины / АН Украины, Ин-т обществ. наук. Киев: Наук. думка, 1991. 148 с.
- Старожитності Дрогобицького передгір'я / Інститут українознавства ім. І.Крип'якевича НАН України; Дрогоб. держ. пед. університет ім. І.Франка. Львів–Дрогобич, 2001. 178 с.
- Мезолит запада Украины: Автореф. дисс. на соискание науч. степ. докт. ист. наук / Москов. гос. університет им. М. В. Ломоносова. Москва, 1990. 32 с.
- Миколаївське Придністров'я / Відділ освіти Миколаїв. район. держ. адмін., Освітянський коорд.-методичний центр; ред. Л. В. Войтович. Львів: Основа, 1993. 163 с. [співавт. Я. М. Івашків, К. В. Івашків, М. С. Грибик, Р. В. Сколоздра]
- Старожитності Косівщини. Історичні нариси / Інститут українознавства НАН України та ін. Івано-Франківськ: Лілея-НВ, 1997. 134 с. [співавт. М. С. Бандрівський, О. Я. Мацюк, П. С. Сіреджук]